# Lieuwe Westra
Lieuwe Westra   (Mûnein, 11 de setembre de 1982 - Zwaagdijk, 14 de gener de 2023) fou un ciclista neerlandès, professional del 2006 al 2016.
En el seu palmarès destaquen les victòries d'etapa a quatre proves de l'UCI World Tour (la màxima categoria) i la victòria a la general dels Tres dies de De Panne-Koksijde i el Campionat dels Països Baixos en contrarellotge dues vegades.
El 14 de gener de 2023 es va morir a l'edat de 40 anys. Una autòpsia va revelar que la causa de la seva mort havia estat una sobredosi de drogues.

## Palmarès
- 2007
  - Vencedor d'una etapa de l'OZ Wielerweekend
- 2008
  - 1r a la Parel van de Veluwe
  - Vencedor d'una etapa del Tour d'Alsàcia
- 2009
  - 1r al Memorial Arno Wallaard
  - 1r al Tour de Picardia i vencedor d'una etapa
- 2011
  - 1r a la Clàssica Loira Atlàntic
  - Vencedor d'una etapa de la Volta a Bèlgica
- 2012
  -  Campió dels Països Baixos CRI
  - 1r a la Volta a Dinamarca i vencedor d'una etapa
  - Vencedor d'una etapa de la París-Niça[4]
- 2013
  -  Campió dels Països Baixos CRI
  - Vencedor d'una etapa a la Volta a Califòrnia
- 2014
  - Vencedor d'una etapa al Critèrium del Dauphiné
  - Vencedor d'una etapa a la Volta a Catalunya[5]
- 2016
  - 1r als Tres dies de De Panne-Koksijde

### Resultats a la Volta a Espanya
- 2009. 87è de la classificació general
- 2013. Abandona (14a etapa)

### Resultats al Tour de França
- 2011. 128è de la classificació general
- 2012. Abandona (11a etapa)
- 2013. Abandona (21a etapa)
- 2014. 79è de la classificació general
- 2015. 77è de la classificació general